# 高铼酸锰
高铼酸锰是一种无机化合物，化学式为Mn(ReO4)2。

## 制备
将高铼酸铵和碳酸锰均匀混合并加热，生成高铼酸锰。
用高铼酸溶液溶解碳酸锰也能得到高铼酸锰。